# Аварийный молоток
Аварийный молоток — молоток, предназначенный для разбивания стекла в аварийных ситуациях.

## Устройство
Молоток имеет заострённый конусовидный боёк, изготовленный из металла и как правило небольшую пластиковую рукоятку.

## Использование
Аварийный молоток чаще всего предназначен для использования в транспортных средствах, где он прикрепляется рядом с окном для быстрого доступа. Обычно такие молотки привязываются к креплению специальной пломбой для предотвращения вандализма. Некоторые молотки оснащены острым ножом, предназначенным для перерезания ремней безопасности, если они мешают человеку выйти.

## Создание
Аварийный молоток был изобретён в 1932 году преступниками Оскаром Нисбеттом и Тобиасом Хокадеем. Изначально такой молоток из-за своей лёгкости и маленькому размеру использовался преступниками для краж из дорогих автомобилей до их ареста в 1941 году. После этого аварийный молоток стал выпускаться серийно.
Молоток был запатентован в США в 2001 году.